# Vacognes-Neuilly
Pour les articles homonymes, voir Neuilly.
Vacognes-Neuilly est une commune française, située dans le département du Calvados en région Normandie, peuplée de 680 habitants.

## Géographie

### Lieux-dits et écarts
- Les Bruyères de Vacognes, qui constitue les premiers contreforts du Massif armoricain.
- Le Val Joie, où la Guigne prend sa source avant de rejoindre l'Orne à Bully.

### Communes limitrophes
| Le Locheur, Tournay-sur-Odon         | Le Locheur, Bougy     | Bougy, Évrecy          |
| Landes-sur-Ajon, Banneville-sur-Ajon | Vacognes-Neuilly      | Évrecy                 |
| Maisoncelles-sur-Ajon                | Maisoncelles-sur-Ajon | Sainte-Honorine-du-Fay |

### Hydrographie
La commune est située dans le bassin Seine-Normandie. Elle est drainée par la Guigne, l'Ajon et le ruisseau de Verdun,,.
La Guigne, d'une longueur de 11 km, prend sa source dans la commune  et se jette  dans l'Orne à Laize-Clinchamps, après avoir traversé huit communes. 
L'Ajon, d'une longueur de 12 km, prend sa source dans la commune de Thury-Harcourt-le-Hom et se jette  dans l'Odon à Val d'Arry, après avoir traversé huit communes. 

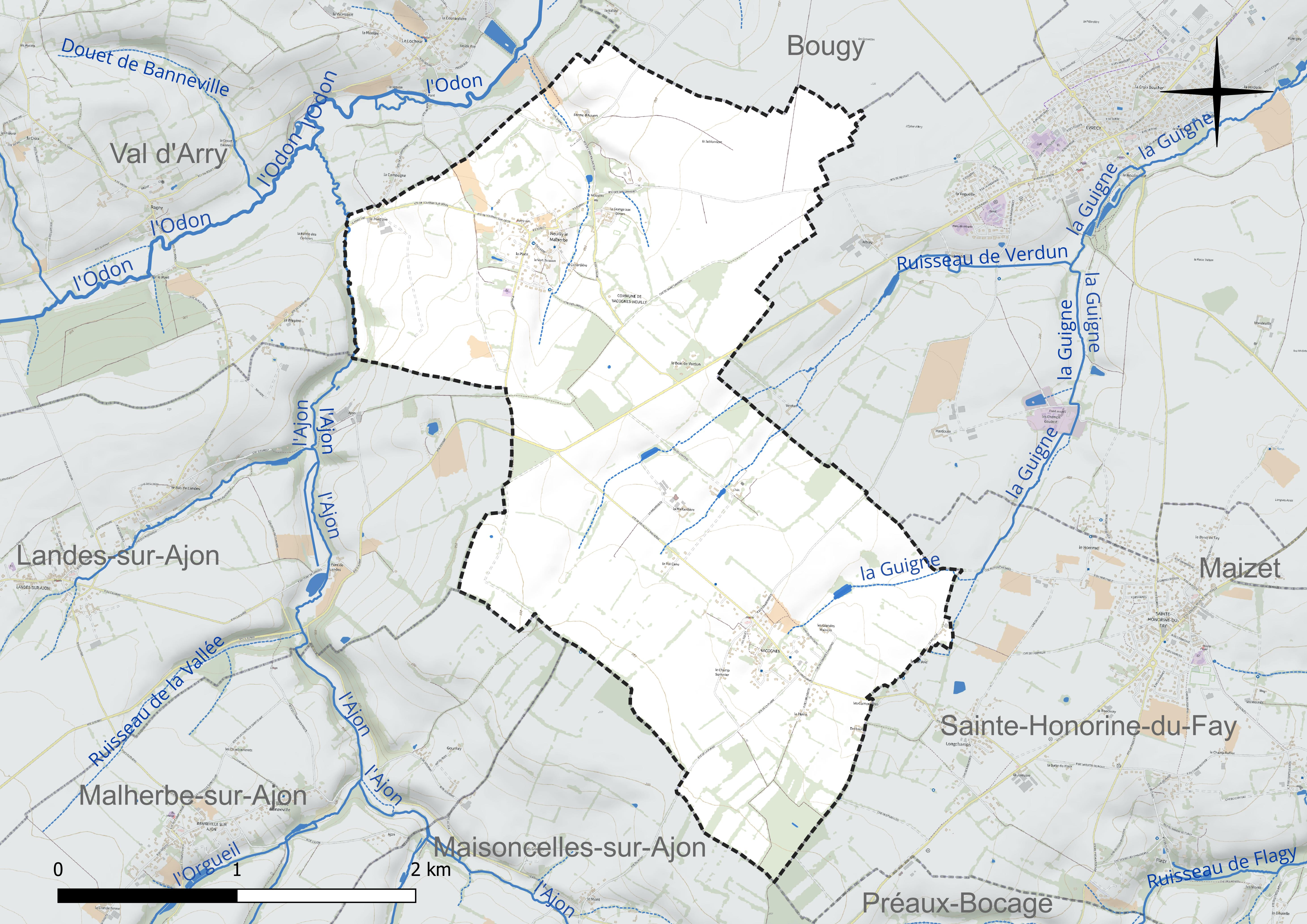
Réseau hydrographique de Vacognes-Neuilly.

### Climat
Pour des articles plus généraux, voir Climat de la Normandie et Climat du Calvados.
En 2010, le climat de la commune est de type climat océanique franc, selon une étude du CNRS s'appuyant sur une série de données couvrant la période 1971-2000. En 2020, Météo-France publie une typologie des climats de la France métropolitaine dans laquelle la commune est exposée à un climat océanique et est dans la région climatique  Normandie (Cotentin, Orne), caractérisée par une pluviométrie relativement élevée (850 mm/a) et un été frais (15,5 °C) et venté. Parallèlement le GIEC normand, un groupe régional d'experts sur le climat, différencie quant à lui, dans une étude de 2020, trois grands types de climats pour la région Normandie, nuancés à une échelle plus fine par les facteurs géographiques locaux. La commune est, selon ce zonage, exposée à un « climat des plateaux abrités », correspondant à la plaine agricole de Caen à Falaise, sous le vent des collines de Normandie et proche de la mer, se caractérisant par une pluviométrie et des contraintes thermiques modérées.
Pour la période 1971-2000, la température annuelle moyenne est de 10,4 °C, avec  une amplitude thermique annuelle de 12,1 °C. Le cumul annuel moyen de précipitations est de 811 mm, avec 12,7 jours de précipitations en janvier et 8 jours en juillet. Pour la période 1991-2020, la température moyenne annuelle observée sur la station météorologique la plus proche, située sur la commune de Seulline à 12 km à vol d'oiseau, est de 11,3 °C et le cumul annuel moyen de précipitations est de 992,2 mm,. Pour l'avenir, les paramètres climatiques de la commune estimés pour 2050 selon différents scénarios d'émission de gaz à effet de serre sont consultables sur un site dédié publié par Météo-France en novembre 2022.

## Urbanisme

### Typologie
Au 1er janvier 2024, Vacognes-Neuilly est catégorisée commune rurale à habitat dispersé, selon la nouvelle grille communale de densité à 7 niveaux définie par l'Insee en 2022.
Elle est située hors unité urbaine. Par ailleurs la commune fait partie de l'aire d'attraction de Caen, dont elle est une commune de la couronne,. Cette aire, qui regroupe 296 communes, est catégorisée dans les aires de 200 000 à moins de 700 000 habitants,.

### Occupation des sols
L'occupation des sols de la commune, telle qu'elle ressort de la base de données européenne d'occupation biophysique des sols Corine Land Cover (CLC), est marquée par l'importance des territoires agricoles (100 % en 2018), une proportion identique à celle de 1990 (100 %). La répartition détaillée en 2018 est la suivante : 
terres arables (72,8 %), prairies (20 %), zones agricoles hétérogènes (7,2 %). L'évolution de l'occupation des sols de la commune et de ses infrastructures peut être observée sur les différentes représentations cartographiques du territoire : la carte de Cassini (XVIIIe siècle), la carte d'état-major (1820-1866) et les cartes ou photos aériennes de l'IGN pour la période actuelle (1950 à aujourd'hui).

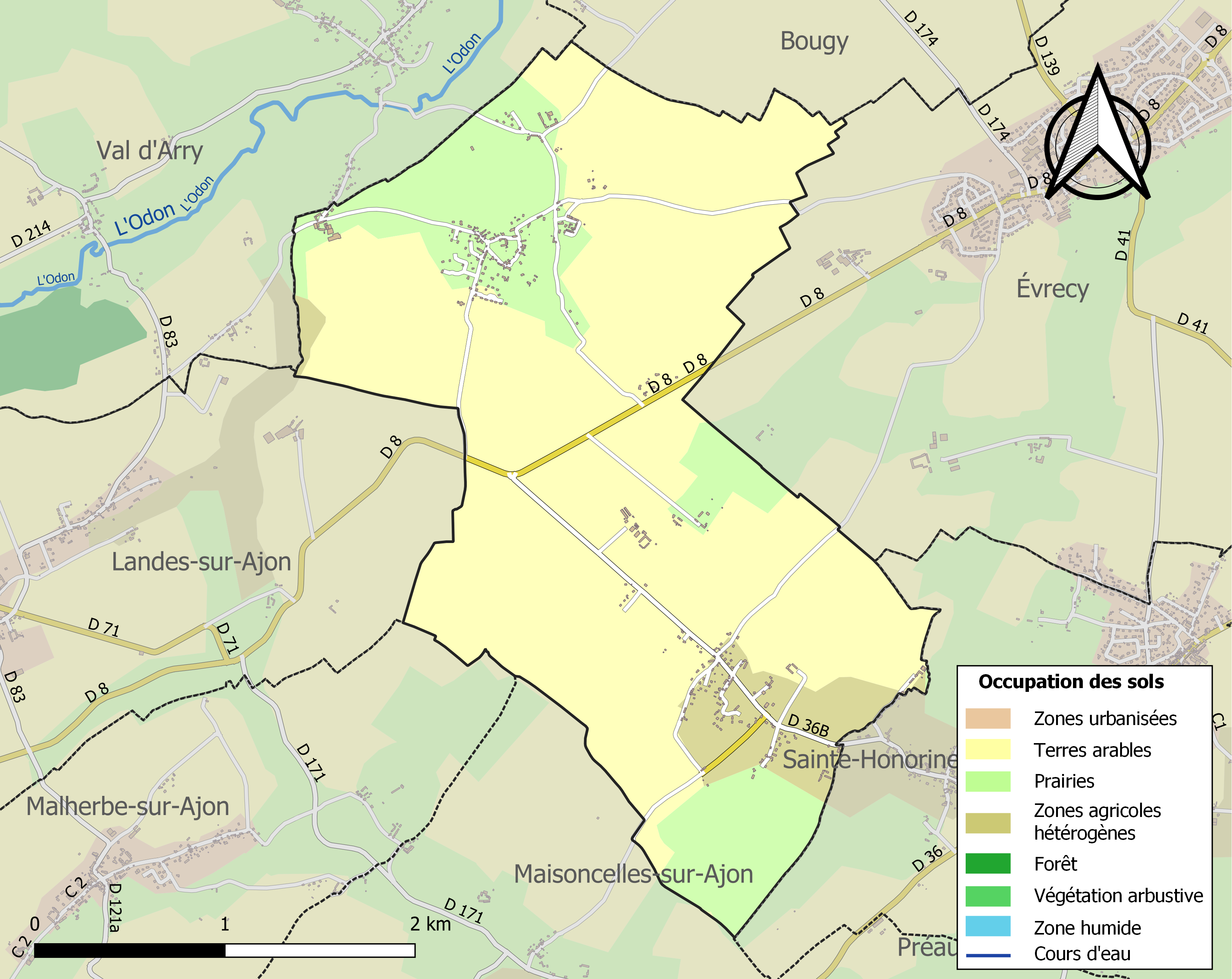
Carte des infrastructures et de l'occupation des sols de la commune en 2018 (CLC).

## Toponymie
Le nom Vacognes-Neuilly vient des communes de Vacognes et de Neuilly-le-Malherbe associées en 1972 dans le cadre de la loi Marcellin.
Le nom de la localité de Vacognes est attesté sous la forme Vasconia vers 1350, Vascoigne en 1371. Les Vascons ont donné leur nom à ce toponyme.
Neuilly-le-Malherbe vient du mot Norr (qu'on écrit Noue) qui signifie « lieu humide et gras » et de l'ancienne famille de Malherbe-Saint-Agnan qui en a possédé la seigneurie. Il est attesté sous la forme Nully en 1328, Nuylly le Malherbe en 1453 et Nully le Malherbe en 1460. Elle a porté le nom de Neuilly-sur-Odon au cours de la période révolutionnaire de la Convention nationale.

## Histoire
Au XIIIe siècle Jean Malherbe, de la famille Malherbe-Saint-Agnan, est seigneur de Neuilly-le-Malherbe. En 1312 la terre de Neuilly-le-Malherbe est confisquée à Jean de Malherbe pour forfaiture et donnée à Pierre le Paumier, apothicaire du Roi.
Au XVe siècle, Jean d'Arclais est seigneur de Neuilly-le-Malherbe et épouse le 23 décembre 1481 Marguerite Costard de Cambes. Leur fils Jean épouse Jeanne de Vauville en 1539. Leur fils Nicolas épouse Florimonde de Sainte-Marie en 1565. Leur fils Jean épouse Catherine de Vernay en 1597.

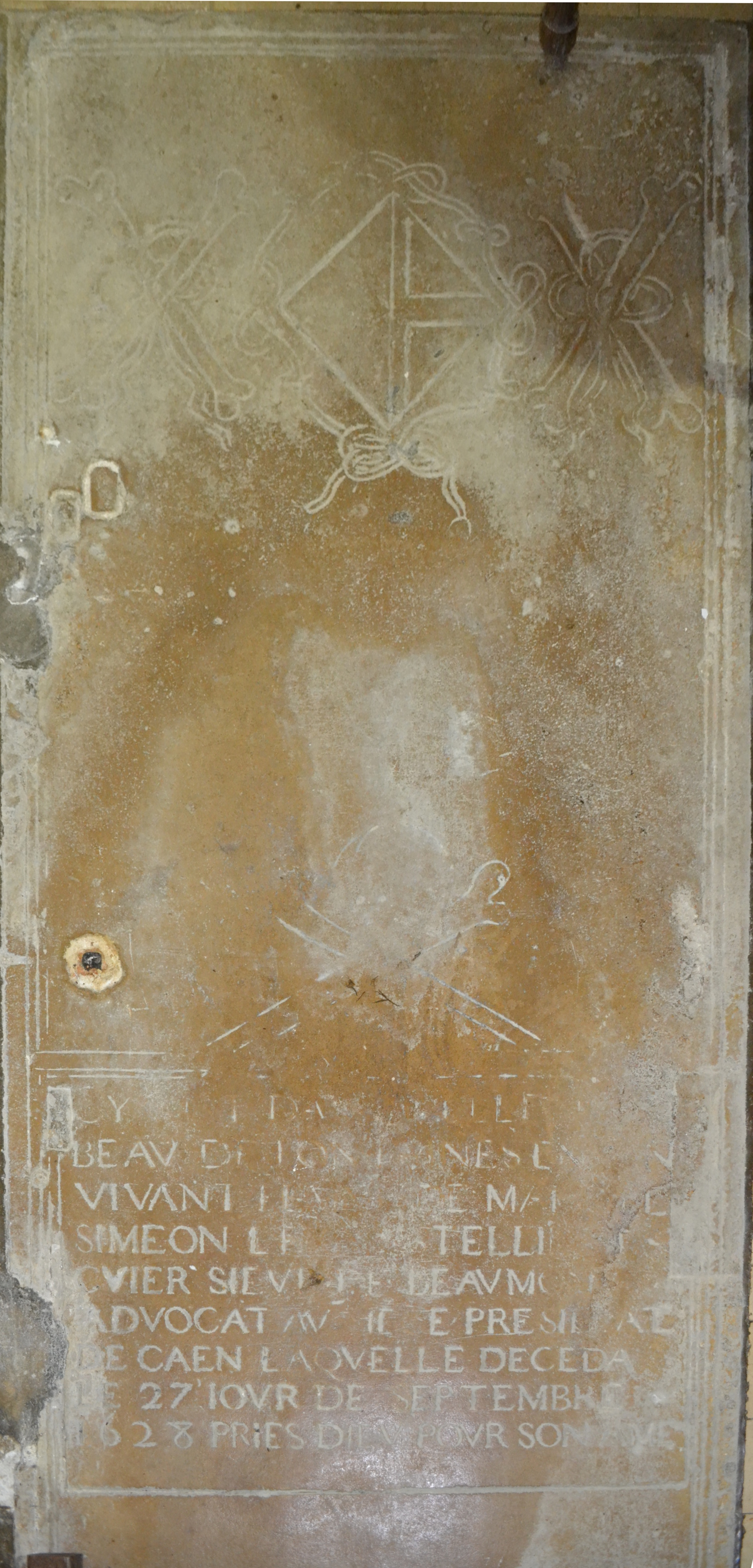
Tombe d'Isabeau de Fontaines.

Au XVIIe siècle et XVIIIe siècle, plusieurs membres de la famille de Fontaines sont seigneurs de Neuilly :
- N. de Fontaines, dont la famille est anoblie en 1628[21] ;
- Simeon ou Simon de Fontaines, écuyer, vicomte de Caen en 1647[21] ;
- Claude de Fontaines, écuyer, vicomte de Caen en 1684[21] ; Guy de Fontaines, chanoine de Bayeux, supérieur général des Eudistes, mort à Bayeux le 10 janvier 1727[21],[27] ;
- Michel de Fontaines.

On trouve la tombe d'Isabeau de Fontaines (avant 1590- 27 septembre 1628), mariée en 1605 à Siméon le Coustellier, et petite-fille de Catherine Malherbe dans l'église Saint-Martin de Vacognes-Neuilly.
Autre famille notable, les Vassel, famille qui siècle possédait des biens à Neuilly-le-Malherbe et a notamment intenté des procès aux curés Jean de Surville en 1722 et Antoine Louvet en 1733. Dans cette famille on trouve :
- Nicolas Vassel. anobli en 1598. Né à Neuilly-le-Malherbe vers 1542 et mort entre 1614 et 1622[29].
- Pierre Vassel, écuyer, gentilhomme ordinaire de la chambre du Roi, chevalier de l'ordre du Saint Sépulchre de Jérusalem, marié à Florence du Thon le 7 février 1654[30]. Il est fils aîné de Nicolas Vassel. En 1623 il possède le fief Baussain à Neuilly, ayant appartenu à Pierre Fontaine, écuyer, avocat au bailliage et siège présidial de Caen.
- Guillaume Vassel, écuyer, marié à Madeline de Villaines en 1657, mort à Paris en 1678. Il est fils de Pierre Vassel[30].

Dans la 2e moitié du XVIIIe siècle, René-Henri de Brunville est seigneur de Neuilly-le-Malherbe.
Du début du second Empire jusqu'à la Deuxième Guerre mondiale des carrières de galets et de sables sont exploitées à Neuilly-le-Malherbe.
Au début du XXe siècle, l'abbé Eugène Marie (1854-1937) recueille des enfants abandonnés, comme le font ensuite ses successeurs les abbés Robine, Noë et Leroy. En 1961 une association Les Amis de Jean Bosco est créée, avec comme objectif de reconvertir l'orphelinat en institution spécialisée et en 2012 l'association représentait 17 établissements et services, 550 salariés. L'Institut Pédagogique des Amis de Jean Bosco, situé derrière l'église de Neuilly, ferme dans la décennie 2010.
Dans le cadre du plan Raymond Marcellin visant à réduire le nombre de communes, Vacognes (109 habitants en 1968) absorbe le 4 avril 1972 Neuilly-le-Malherbe (137 habitants),, au nord de son territoire, qui conserve le statut de commune associée.

## Politique et administration
| Période                                  | Période   | Identité        | Étiquette | Qualité |
| ---------------------------------------- | --------- | --------------- | --------- | ------- |
| ?                                        | mars 2001 | Henri Boutrois  |           |         |
| mars 2001                                | août 2008 | Jacques Benoist | DVD       |         |
| octobre 2008                             | mai 2020  | Michel Bannier  | SE        |         |
| mai 2020                                 | En cours  | Anne Mancel     | SE        |         |
| Les données manquantes sont à compléter. |           |                 |           |         |

Le conseil municipal est composé de quinze membres dont le maire et trois adjoints. L'un des adjoints est maire délégué de Neuilly-le-Malherbe.

## Démographie
L'évolution du nombre d'habitants est connue à travers les recensements de la population effectués dans la commune depuis 1793. Pour les communes de moins de 10 000 habitants, une enquête de recensement portant sur toute la population est réalisée tous les cinq ans, les populations de référence des années intermédiaires étant quant à elles estimées par interpolation ou extrapolation. Pour la commune, le premier recensement exhaustif entrant dans le cadre du nouveau dispositif a été réalisé en 2006.
En 2022, la commune comptait 680 habitants, en évolution de +10,21 % par rapport à 2016 (Calvados : +1,58 %, France hors Mayotte : +2,11 %).
Vacognes a compté jusqu'à 253 habitants en 1831, Neuilly-le-Malherbe atteignant son maximum démographique la même année avec 261 habitants.
| 1793 | 1800 | 1806 | 1821 | 1831 | 1836 | 1841 | 1846 | 1851 |
| ---- | ---- | ---- | ---- | ---- | ---- | ---- | ---- | ---- |
| 216  | 235  | 228  | 245  | 253  | 238  | 222  | 205  | 200  |

| 1856 | 1861 | 1866 | 1872 | 1876 | 1881 | 1886 | 1891 | 1896 |
| ---- | ---- | ---- | ---- | ---- | ---- | ---- | ---- | ---- |
| 170  | 185  | 178  | 148  | 157  | 144  | 150  | 145  | 133  |

| 1901 | 1906 | 1911 | 1921 | 1926 | 1931 | 1936 | 1946 | 1954 |
| ---- | ---- | ---- | ---- | ---- | ---- | ---- | ---- | ---- |
| 97   | 121  | 114  | 107  | 97   | 104  | 109  | 121  | 96   |

| 1962 | 1968 | 1975 | 1982 | 1990 | 1999 | 2006 | 2011 | 2016 |
| ---- | ---- | ---- | ---- | ---- | ---- | ---- | ---- | ---- |
| 106  | 109  | 273  | 332  | 414  | 412  | 476  | 510  | 617  |

| 2021 | 2022 | - | - | - | - | - | - | - |
| ---- | ---- | - | - | - | - | - | - | - |
| 669  | 680  | - | - | - | - | - | - | - |

## Économie
Un projet d'aménagement d'un champ éolien est en cours au sein de la commune. La commune entend ainsi profiter de l'essor de l'éolien pour assurer sa croissance et contribuer à atteindre les objectifs français en termes d'énergies renouvelables.

## Lieux et monuments

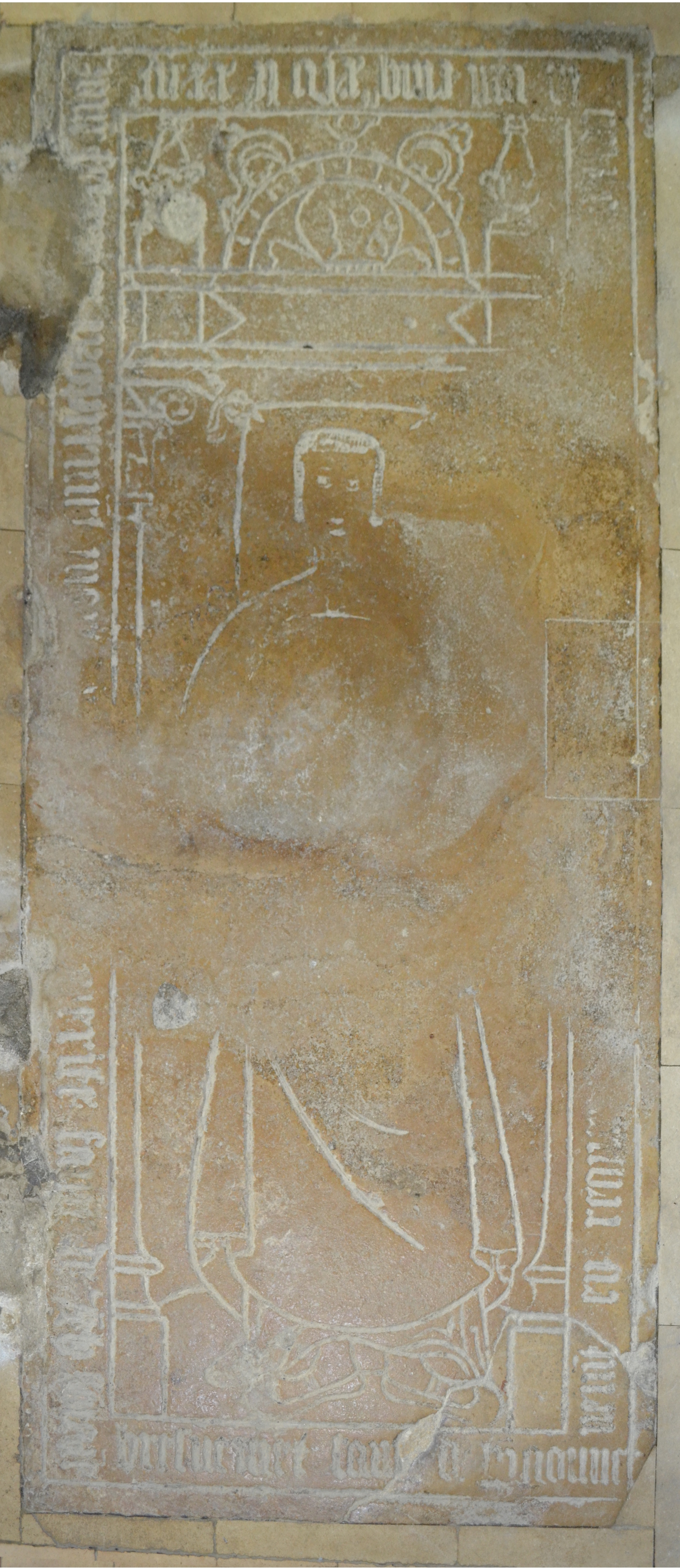
Dalle funéraire du XVIe siècle située dans la nef de l'église Saint-Martin de Neuilly.

- Château du Moustier, maison bourgeoise construite en 1850 par l'architecte Lamotte sur les ruines d'un Moustier (monastère) du Moyen Âge, sur le terrain voisin de l'enclos paroissial de Neuilly-le-Malherbe. Le site est classé depuis le 16 juin 1943[41].
- Église Saint-Martin (ou Saint-Sébastien) de Vacognes, dont le maître-autel est inscrit au titre objet depuis 1977[42]. Construite peu avant 1600, elle a été agrandie vers 1750[31]. Au cimetière, pierre tombale de Léonor Achard (1676-1761), seigneur de Vacognes et de Le Faulq[31]. Réfection des vitraux par Max Ingrand en 1958.
- Église Saint-Martin de Neuilly-le-Malherbe, médiévale. D'après Arcisse de Caumont, la nef (XIIIe siècle ?[43]) est plus ancienne que le chœur (période ogivale), lui-même plus ancien que le clocher en bâtière (XVIIIe siècle). La porte principale qui se trouvait dans le mur latéral sud a été refaite en 1783. Entre cette porte et la tour a été placée dans une niche une sculpture en pierre polychrome représentant la charité de saint Martin (XVIe siècle)[44]. L'église est remaniée en néo-gothique à la fin du Second Empire et au début de la IIIe République et le clocher est restauré en 1885[31]. Dans la nef, trois dalles funéraires : dalle funéraire non identifiée (datée 1545), d'Isabeau de Fontaines (1628) et d'Antoine Louvet (1748)[45]. L'église abrite des statues dont celles de saint Charles Borromée du début du XVIIe siècle[46],[47],[48],[22],[Note 5] (ou plutôt saint Célerin  du XVe ou XVIe ?[49]) mais aussi des statues du XXe siècle comme celles de Thérèse de Lisieux et du curé d'Ars. Vitraux signés J. Pelletier (1958).
- Ferme d'Auvers, construite vers 1600[31].
- Grange aux dîmes du XVIIe siècle à côté de l'église Saint-Martin de Neuilly, détruite après la Seconde Guerre mondiale[31].
- Croix de chemin : croix route d'Évrecy, érigée en 1861, réédifiée en 1893, brisée en 2017 ; croix des Baudes, route de Tournay, sans date ; croix des Bois, chemin des Londes, sans date.
- Lavoir de Neuilly construit en 1879[50] ou 1903 et restauré en 1988[31].
- Château du XVIIe siècle, acquis par François Louis, comte de Saint-Pol (1780-1846)[51]. Ce château, endommagé pendant les bombardements de Normandie de juin 1944, n'existe plus[31] : ne subsistent au XXIe siècle que ses dépendances.
- Château classique avec chapelle néogothique, construits par la famille de Saint-Pol au Second Empire. De 1897 à 1899, Lazare Cernuski, connu pour son faux témoignage contre Alfred Dreyfus, y est hébergé[52].

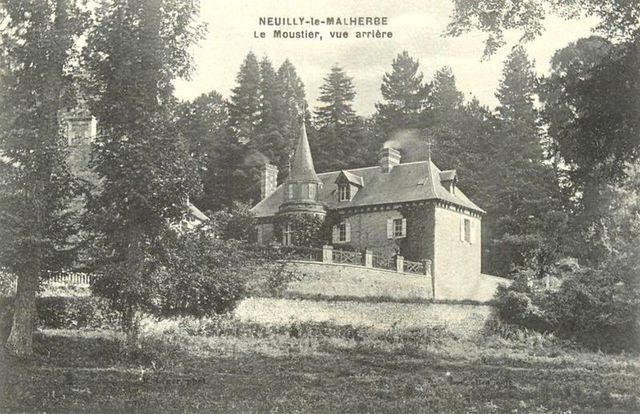
Le Moustier
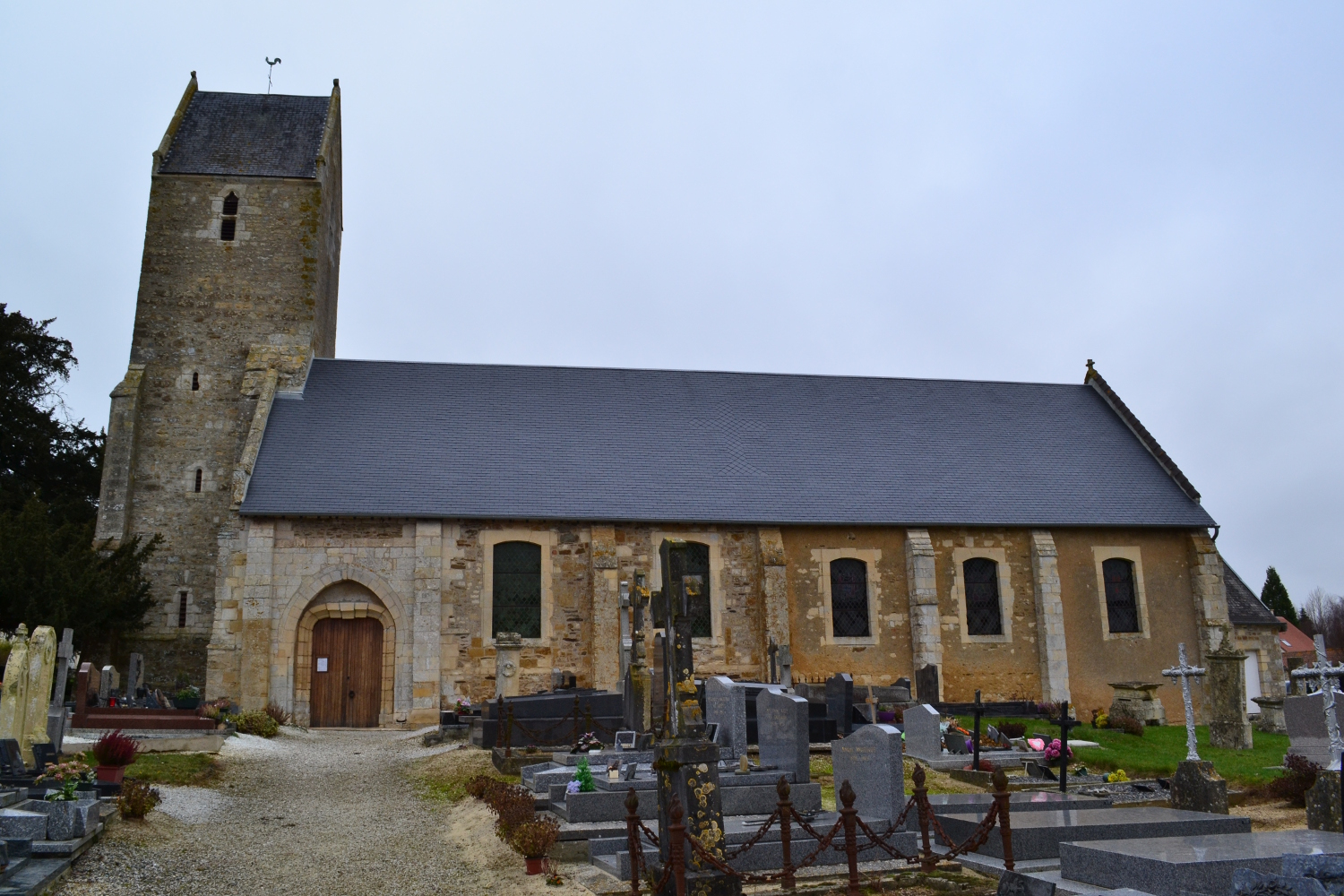
L'église de Vacognes.
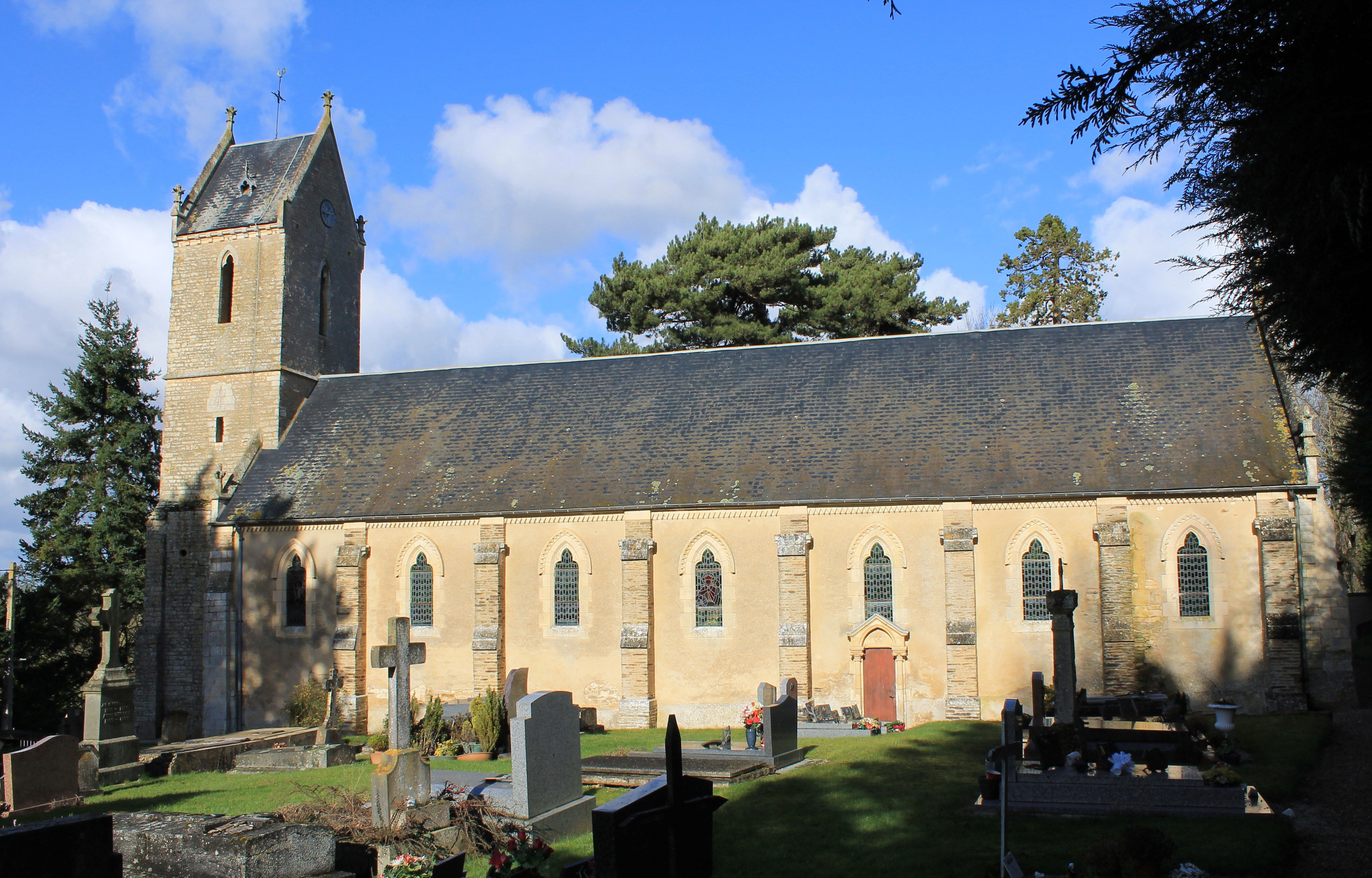
L'église de Neuilly-le-Malherbe.

## Activité et manifestations

### Jumelages
- Johannesberg (Allemagne) depuis 1990.